# Lynn Raven
Lynn Raven (* 1971 in Neuengland, USA;  Pseudonym Alex Morrin) ist eine deutsch-amerikanische Schriftstellerin.  

## Leben
Lynn Raven wuchs in Neuengland auf. Ihre Mutter war Deutsche und so beherrscht sie neben der englischen auch die deutsche Sprache. 
Später besuchte sie die Universität in Maine und machte dort ihren Master of Arts. 
Einige Jahre nachdem sie ihren Master of Arts erworben hatte, bekam sie das Angebot, für eine Zeitung in Deutschland zu arbeiten. Aus einem begrenzten Aufenthalt wurde eine fast zehnjährige Tätigkeit in der Nähe von Mainz. Freiberuflich arbeitete sie dort auch als Journalistin, Übersetzerin und je nach Gelegenheit auch als Lektorin. 
Nach ihrem Aufenthalt in Deutschland kehrte sie in die USA zurück. In den USA arbeitet sie bis heute hauptberuflich als Schriftstellerin für Fantasy-Romane.

## Werke
Serie um Dawn und Julien
- Der Kuss des Dämons. Ueberreuter Verlag, Wien 2008, 336 S. ISBN 978-3-8000-5351-3.
- Das Herz des Dämons. Ueberreuter Verlag, Wien 2009, 334 S. ISBN 978-3-8000-5246-2.
- Das Blut des Dämons.  Ueberreuter Verlag, Wien 2010, 446 S. ISBN 978-3-8000-5539-5.

Standalones
- Werwolf. Ueberreuter Verlag, Wien 2008, 242 S. ISBN 978-3-8000-5430-5.
- Der Spiegel von Feuer und Eis. cbt Verlag, München 2009, 384 S. ISBN 978-3-570-30502-7 (unter dem Pseudonym Alex Morrin).
- Der Kuss des Kjer. cbt Verlag, München 2010, 608 S. ISBN 978-3-570-30489-1.
- Blutbraut. cbt Verlag, München 2011, 736 S. ISBN 978-3-570-16070-1.
- Hexenfluch. Knaur Taschenbuchverlag, München 2012, 426 S. ISBN 978-3-426-50560-1.
- Seelenkuss. cbt Verlag, München 2013, 567 S. ISBN 978-3-570-16295-8.
- Windfire. cbt Verlag, München 2015, 464 S. ISBN 978-3-570-16102-9.
- Witchghost. cbj Verlag, München 2021, 320 S. ISBN 978-3-641-27500-6.